# Exceller
Exceller (1973–1997) était un cheval de course pur-sang anglais, né aux États-Unis. Il réussit une grande carrière des deux côtés de l'Atlantique, mais il est aussi connu pour son destin tragique.  

## Carrière de courses
Acquis yearling en 1974 pour $ 27 000 par l'homme d'affaires Nelson Bunker Hunt, Exceller est envoyé en France et confié à l'entraîneur Maurice Zilber. Il s'affirme lors de son année de 3 ans, alors qu'il est passé sous les ordres de François Mathet, alors n°1 de sa profession. Il remporte cette année-là le Grand Prix de Paris et le Prix Royal Oak en cheval de tenue, puis confirme l'année suivante qu'il est bien l'un des meilleurs chevaux d'Europe avec des victoires dans la Coronation Cup en Angleterre et le Grand Prix de Saint-Cloud. En fin d'année, il s'envole pour le continent américain et remporte le Canadian International à Toronto.
Exceller n'allait plus jamais courir en Europe. Désormais entraîné par Charlie Wittingham en Californie, il réalise une fantastique saison, met au pas les meilleurs chevaux américains et aligne les victoires dans la Hollywood Gold Cup, le Hollywood Invitational Turf Handicap ou encore le San Juan Capistrano Invitational Handicap. Mais son plus grand exploit, il l'accomplit dans la Jockey Club Gold Cup, sous la selle de Bill Shoemaker. Cette compétition fait suite à une course historique, le Marlboro Cup Invitational Handicap où, pour la première fois dans l'histoire des courses, deux vainqueurs de la Triple Couronne américaine se sont affrontés : Seattle Slew, vainqueur de la Triple Couronne en 1977, et Affirmed, qui vient de la remporter. C'est le premier qui l'a emporté, brillamment. Mais dans la revanche, tandis que Affirmed est mis hors course par un problème "mécanique" (sa selle a tourné), Seattle Slew est vaincu d'un nez à l'issue d'une lutte épique par Exceller, qui, revenu de nulle part (il a compté jusqu'à 22 longueurs de retard sur son adversaire) prend ainsi sa revanche après les Woodward Stakes où Seattle Slew l'avait battu. Il réalise là, en dominant deux vainqueurs de Triple Couronne dans une même course, un fait d'armes unique. Il conclut son année par une autre victoire probante, dans le Oak Tree Invitational.
En 1979, Exceller semble avoir perdu la verve qui fut la sienne l'année précédente, et ne parvient pas à passer le poteau en tête. Son propriétaire décide donc d'arrêter sa carrière et envoie au haras ce cheval français qui occupe le 96e rang du classement des 100 meilleurs chevaux de sport hippique américain du XXe siècle établi par le magazine Blood-Horse.

### Résumé de carrière
| Date         | Hippodrome     | Pays        | Course                                  | Statut      | Distance    | Jockey          | Place       | Écart       | Vainqueur ou deuxième            |
| 1975, 2 ans  | 1975, 2 ans    | 1975, 2 ans | 1975, 2 ans                             | 1975, 2 ans | 1975, 2 ans | 1975, 2 ans     | 1975, 2 ans | 1975, 2 ans | 1975, 2 ans                      |
| ------------ | -------------- | ----------- | --------------------------------------- | ----------- | ----------- | --------------- | ----------- | ----------- | -------------------------------- |
| 10 août      | Deauville      | France      |                                         | Maiden      | 1 500 m     | N. Navarro      | 8e / 12     | 8           | Malacate                         |
| 15 septembre | Évry           | France      |                                         | Maiden      | 1 800 m     | N. Navarro      | 1er / 7     | enc.        | Appassionato                     |
| 1er octobre  | Deauville      | France      | Prix Hérod                              | Listed      | 1 600 m     | N. Navarro      | 3e / 7      |             | Happy Tim                        |
| 19 octobre   | Longchamp      | France      | Prix de Condé                           | Gr. 3       | 1 000 m     | Y. Saint-Martin | 3e / 9      | 2 ¾         | French Friend                    |
| 1976, 3 ans  |                |             |                                         |             |             |                 |             |             |                                  |
| 2 mai        | Longchamp      | France      | Prix Slaine                             | Listed      | 1 600 m     | G. Duboeucq     | 2e / 8      | 1           | Begara                           |
| 19 mai       | Évry           | France      | Prix Matchem                            | Listed      | 2 000 m     | G. Duboeucq     | 1er / 6     | 2 ½         | Lithidan                         |
| 6 juin       | Chantilly      | France      | Prix du Lys                             | Gr. 3       | 2 400 m     | G. Duboeucq     | 1er / 8     | 6           | Brouhaha                         |
| 27 juin      | Longchamp      | France      | Grand Prix de Paris                     | Gr. 1       | 3 100 m     | Y. Saint-Martin | 1er / 9     | 4           | Secret Man                       |
| 12 septembre | Longchamp      | France      | Prix Royal Oak                          | Gr. 1       | 3 100 m     | G. Duboeucq     | 1er / 7     | 4           | Sir Montaya                      |
| 3 octobre    | Longchamp      | France      | Prix de l'Arc de Triomphe               | Gr. 1       | 2 400 m     | G. Duboeucq     | 19e / 20    | loin        | Ivanjica                         |
| 1977, 4 ans  |                |             |                                         |             |             |                 |             |             |                                  |
| 17 mars      | Saint-Cloud    | France      | Prix Exbury                             | Gr. 3       | 2 000 m     | G. Duboeucq     | 4e / 7      | 8 ¾         | Cheraw                           |
| 1er mai      | Longchamp      | France      | Prix Ganay                              | Gr. 1       | 2 100 m     | G. Duboeucq     | 2e / 12     | 1/2         | Arctic Tern                      |
| 2 juin       | Epsom          | Royaume-Uni | Coronation Cup                          | Gr. 1       | 2 400 m     | G. Duboeucq     | 1er / 6     | enc.        | Quiet Fling                      |
| 3 juillet    | Saint-Cloud    | France      | Grand Prix de Saint-Cloud               | Gr. 1       | 2 400 m     | F. Head         | 1er / 10    | enc.        | Riboboy                          |
| 23 juillet   | Ascot          | Royaume-Uni | King George VI & Queen Elizabeth II St. | Gr. 1       | 2 400 m     | F. Head         | 3e / 11     | 1 ½         | The Minstrel                     |
| 8 octobre    | Belmont Park   | États-Unis  | Man O' War Stakes                       | Gr. 1       | 2 400 m     | A. Cordero, Jr. | 2e / 11     | 4 ½         | Majestic Light                   |
| 23 octobre   | Woodbine       | Canada      | Canadian International Stakes           | Gr. 1       | 2 400 m     | A. Cordero, Jr. | 1er / 12    | 1           | Majestic Light                   |
| 5 novembre   | Laurel Park    | États-Unis  | Washington, D.C. International          | Gr. 1       | 2 400 m     | A. Cordero, Jr. | 3e / 8      | 16          | Johnny D.                        |
| 19 novembre  | Aqueduct       | États-Unis  | Turf Classic Stakes                     | Gr. 1       | 2 400 m     | L. Piggott      | 7e / 9      | 22          | Johnny D.                        |
| 1978, 5 ans  |                |             |                                         |             |             |                 |             |             |                                  |
| 8 mars       | Santa Anita    | États-Unis  | Arcadia Handicap                        | Gr. 3       | 2 000 m     | B. Shoemaker    | 1er / 6     | 1 ¼         | Soldier's Lark                   |
| 19 mars      | Santa Anita    | États-Unis  | San Luis Rey Stakes                     | Gr. 1       | 2 400 m     | B. Shoemaker    | 4e / 7      | 1           | Noble Dancer                     |
| 9 avril      | Santa Anita    | États-Unis  | San Juan Capistrano Handicap            | Gr. 1       | 2 800 m     | B. Shoemaker    | 1er / 11    | enc.        | Noble Dancer                     |
| 30 avril     | Hollywood Park | États-Unis  | Century Handicap                        | Gr. 1       | 2 400 m     | D. Pierce       | 4e / 9      | 3 ¼         | Landscaper                       |
| 29 mai       | Hollywood Park | États-Unis  | Hollywood Invitational Handicap         | Gr. 1       | 2 400 m     | B. Shoemaker    | 1er / 12    | 2 ½         | Bowl Game                        |
| 25 juin      | Hollywood Park | États-Unis  | Hollywood Gold Cup                      | Gr. 1       | 2 000 m     | B. Shoemaker    | 1er / 7     | enc.        | Text                             |
| 19 août      | Hollywood Park | États-Unis  | Sunset Handicap                         | Gr. 1       | 2 400 m     | B. Shoemaker    | 1er / 8     | 1 ¼         | Diagramatic                      |
| 30 septembre | Belmont Park   | États-Unis  | Woodward Stakes                         | Gr. 1       | 2 000 m     | B. Shoemaker    | 2e / 5      | 4           | Seattle Slew                     |
| 14 octobre   | Belmont Park   | États-Unis  | Jockey Club Gold Cup                    | Gr. 1       | 2 400 m     | B. Shoemaker    | 1er / 6     | nez         | Seattle Slew                     |
| 5 novembre   | Santa Anita    | États-Unis  | Oak Tree Invitational Stakes            | Gr. 1       | 2 400 m     | B. Shoemaker    | 1er / 9     | 1           | Star of Erin / Good Lord (d.-h.) |
| 1976, 6 ans  |                |             |                                         |             |             |                 |             |             |                                  |
| 4 mars       | Santa Anita    | États-Unis  | Santa Anita Handicap                    | Gr. 1       | 2 000 m     | B. Shoemaker    | 3e / 8      | 7 ½         | Affirmed                         |
| 18 mars      | Santa Anita    | États-Unis  | San Luis Rey Stakes                     | Gr. 1       | 2 400 m     | B. Shoemaker    | 6e / 7      | 29          | Noble Dancer                     |
| 8 avril      | Santa Anita    | États-Unis  | San Juan Capistrano Handicap            | Gr. 1       | 2 800 m     | B. Shoemaker    | 2e / 11     | 3/4         | Tiller                           |
| 29 avril     | Hollywood Park | États-Unis  | Century Handicap                        | Gr. 1       | 2 400 m     | S. Holy         | 3e / 10     | 3           | State Dinner                     |

## Au haras
Exceller est installé au haras de Gainsway Farm à Lexington (Kentucky), aux côtés de son père, Vaguely Noble, remarquable reproducteur. Son prix de saillie très élevé pour l'époque, $ 50 000, témoigne des espoirs placés en lui. Mais ceux-ci seront vite déçus : Exceller se révèle vite un reproducteur très médiocre, et son tarif fond d'une année sur l'autre - en 1991, il fait la monte à $ 2 500. Cette année-là, Göte Östlund, un éleveur suédois jusque-là spécialisé dans les trotteurs, acquiert le pur-sang pour l'installer dans son haras. Exceller revient en Europe, quatorze ans après l'avoir quittée. C'est là qu'il mourra en 1997, dans des conditions invraisemblables.    

### Décès
En 1997, le journal américain spécialisé dans les courses de chevaux The Daily Racing Form se lança dans une enquête pour savoir ce qu'était devenu ce champion de la fin des années 70. Les journalistes parvinrent à leur fin, mais trois mois trop tard : Exceller était mort le 7 avril 1997. Envoyé à l'abattoir. 
À l'échelle de la Suède, où les courses de pur-sang sont peu développées, contrairement aux courses de trotteurs, Exceller avait connu un certain succès avec ses 58 produits. Mais en 1995, le cheval eut des problèmes de santé, si bien que les éleveurs, craignant une infection, se détournèrent de lui. Il ne couvrit aucune jument cette année-là, puis fut envoyé au Danemark l'année suivante, mais sans saillir non plus, et retourna en Suède où son propriétaire Göte Östlund, le considérant désormais inexploitable, l'installa dans une ferme. Entretemps, Östlund avait fait faillite, ce qui d'après les règlements en vigueur, lui interdisait d'exploiter un étalon. Ne voulant donc plus dépenser un centime pour Exceller ou payer sa licence d'étalon, il exigea donc tout simplement qu'il soit abattu. Durant un an, le Scandinavian Racing Bureau lui proposa de payer la licence d'étalon et de récupérer le cheval, dont des tests avaient prouvé la fertilité. Mais Östlund refusa obstinément. Aussi, conformément aux ordres de celui qui restait son unique propriétaire, les propriétaires de la ferme où résidait Exceller furent contraints de le conduire à l'abattoir. Ainsi mourut, découpé en quartiers de viande et dispersé dans les boucheries chevalines suédoises, le tombeur d'Affirmed et de Seattle Slew, tous deux morts choyés dans leurs grands haras américains, et dont les tombes sont ornées de majestueuses statues dressées en leur honneur et à grands frais par leurs propriétaires,. 
Deux ans après sa mort, Exceller fut élu au Hall of Fame des courses américaines. Le récit de sa mort indigne par The Daily Racing Form suscita un débat sur les conditions de vie des chevaux de courses retraités. "The Exceller Fund" fut créé en 1997, et de nombreuses associations de par le monde prennent soin des chevaux de courses réformés. Aux États-Unis, la plupart des étalons à la retraite ou infertiles terminent leur vie au haras, voire dans des lieux ouverts au public comme le Kentucky Horse Park's Hall of Champions à Lexington, ou le Old Friends Thoroughbred Retirement Farms à Georgetown. En Australie, le Living Legends accueille des champions à la retraite, en France, l'association Au-delà des pistes œuvre à la reconversion des chevaux de courses. Voir un champion de la trempe d'Exceller mourir dans un abattoir reste exceptionnel, mais pas unique, puisque Ferdinand, vainqueur d'un Kentucky Derby et d'une Breeders' Cup Classic, connut le même sort au Japon en 2002.

## Origines
| Origines de Exceller (USA), mâle bai né en 1973 | Origines de Exceller (USA), mâle bai né en 1973 | Origines de Exceller (USA), mâle bai né en 1973 | Origines de Exceller (USA), mâle bai né en 1973 |
| ----------------------------------------------- | ----------------------------------------------- | ----------------------------------------------- | ----------------------------------------------- |
| Père Vaguely Noble 1965                         | Vienna 1957                                     | Aureole                                         | Hyperion                                        |
| Père Vaguely Noble 1965                         | Vienna 1957                                     | Aureole                                         | Angelola                                        |
| Père Vaguely Noble 1965                         | Vienna 1957                                     | Turkish Blood                                   | Turkhan                                         |
| Père Vaguely Noble 1965                         | Vienna 1957                                     | Turkish Blood                                   | Rusk                                            |
| Père Vaguely Noble 1965                         | Noble Lassie 1956                               | Nearco                                          | Pharos                                          |
| Père Vaguely Noble 1965                         | Noble Lassie 1956                               | Nearco                                          | Nogara                                          |
| Père Vaguely Noble 1965                         | Noble Lassie 1956                               | Belle Sauvage                                   | Big Game                                        |
| Père Vaguely Noble 1965                         | Noble Lassie 1956                               | Belle Sauvage                                   | Tropical Sun                                    |
| Mère Too Bald 1964                              | Bald Eagle 1955                                 | Nasrullah                                       | Nearco                                          |
| Mère Too Bald 1964                              | Bald Eagle 1955                                 | Nasrullah                                       | Mumtaz Begum                                    |
| Mère Too Bald 1964                              | Bald Eagle 1955                                 | Siama                                           | Tiger                                           |
| Mère Too Bald 1964                              | Bald Eagle 1955                                 | Siama                                           | China Face                                      |
| Mère Too Bald 1964                              | Hidden Talent 1956                              | Dark Star                                       | Royal Gem                                       |
| Mère Too Bald 1964                              | Hidden Talent 1956                              | Dark Star                                       | Isolde                                          |
| Mère Too Bald 1964                              | Hidden Talent 1956                              | Dangerous Dame                                  | Nasrullah                                       |
| Mère Too Bald 1964                              | Hidden Talent 1956                              | Dangerous Dame                                  | Lady Kells (Famille 21-a)                       |